# Region (Philippinen)
Eine Region (filipino Rehiyon) ist eine Verwaltungsebene auf den Philippinen. 2017 gibt es 17 Regionen, die in weitere 81 Provinzen (Lalawigan) unterteilt werden. Von 2015 bis 2017 bestand als 18. Region die Negros Island Region.
Provinzen sind die primäre politische Unterteilung auf den Philippinen. Sie werden aber zur Erleichterung der Verwaltung in Regionen zusammengeschlossen, die im Regelfall keine separaten Regierungen besitzen. Nur die autonome Region Bangsamoro wählt eine Regionalversammlung und einen Gouverneur. Die Cordillera Administrative Region sollte ursprünglich eine autonome Region (Cordillera Autonomous Region) werden. Das Vorhaben scheiterte aber durch zwei Volksabstimmungen, so dass das Gebiet schließlich zu einer administrativen Region wurde.

## Liste der Regionen
Die Regionen sind geographisch auf die drei Inselgruppen Luzon, Visayas und Mindanao aufgeteilt.

### Luzon
| Karte | Region (Abkürzung; alternativ)                                           | Verwaltungszentrum | Provinzen                                                                    |
| ----- | ------------------------------------------------------------------------ | ------------------ | ---------------------------------------------------------------------------- |
|       | Metro Manila (Metro Manila)                                              | Manila             | keine Provinz                                                                |
|       | Cordillera Administrative Region (CAR; Cordillera Administrative Region) | Baguio City        | - Abra - Apayao - Benguet - Ifugao - Kalinga - Mountain Province             |
|       | Ilocos-Region (Region I; Ilocos)                                         | San Fernando       | - Ilocos Norte - Ilocos Sur - La Union - Pangasinan                          |
|       | Cagayan Valley (Region II)                                               | Tuguegarao City    | - Batanes - Cagayan - Isabela - Nueva Vizcaya - Quirino                      |
|       | Central Luzon (Region III)                                               | San Fernando       | - Aurora - Bataan - Bulacan - Nueva Ecija - Pampanga - Tarlac - Zambales     |
|       | CALABARZON (Region IV-A)                                                 | Calamba City       | - Batangas - Cavite - Laguna - Quezon - Rizal                                |
|       | MIMAROPA (Region IV-B)                                                   | Calapan            | - Marinduque - Occidental Mindoro - Oriental Mindoro - Romblon - Palawan     |
|       | Bicol-Region (Region V)                                                  | Legazpi City       | - Albay - Camarines Norte - Camarines Sur - Catanduanes - Masbate - Sorsogon |

### Visayas
| Karte | Region (Abkürzung; alternativ) | Verwaltungszentrum | Provinzen                                                                   |
| ----- | ------------------------------ | ------------------ | --------------------------------------------------------------------------- |
|       | Western Visayas (Region VI)    | Iloilo             | - Aklan - Antique - Capiz - Guimaras - Iloilo - Negros Occidental           |
|       | Central Visayas (Region VII)   | Cebu City          | - Bohol - Cebu - Negros Oriental - Siquijor                                 |
|       | Eastern Visayas (Region VIII)  | Tacloban City      | - Biliran - Eastern Samar - Leyte - Northern Samar - Samar - Southern Leyte |

### Mindanao
| Karte | Region (Abkürzung; alternativ)                          | Verwaltungszentrum | Provinzen                                                                                         |
| ----- | ------------------------------------------------------- | ------------------ | ------------------------------------------------------------------------------------------------- |
|       | Zamboanga Peninsula (Region IX)                         | Pagadian City      | - Zamboanga del Norte - Zamboanga del Sur - Zamboanga Sibugay                                     |
|       | Northern Mindanao (Region X)                            | Cagayan de Oro     | - Bukidnon - Camiguin - Lanao del Norte - Misamis Occidental - Misamis Oriental                   |
|       | Davao-Region (Region XI)                                | Davao City         | - Davao City - Davao del Norte - Davao del Sur - Davao de Oro - Davao Occidental - Davao Oriental |
|       | SOCCSKSARGEN (Region XII)                               | Koronadal City     | - Cotabato - Sarangani - South Cotabato - Sultan Kudarat                                          |
|       | Caraga (Region XIII)                                    | Butuan City        | - Agusan del Norte - Agusan del Sur - Dinagat Islands - Surigao del Norte - Surigao del Sur       |
|       | Bangsamoro Autonomous Region in Muslim Mindanao (BARMM) | Cotabato City      | - Basilan - Lanao del Sur - Maguindanao - Shariff Kabunsuan - Sulu - Tawi-Tawi                    |

## Geschichte
Am 24. September 1972 wurden auf Verordnung des Präsidenten Ferdinand Marcos die Provinzen in elf Regionen zusammengeschlossen. Seit dieser Zeit wurden neue Regionen erschaffen oder umbenannt.
- 7. Juli 1975 – die Region XII wird gegründet und es gibt kleine Umbildungen einiger Regionen Mindanaos.
- 21. August 1975 – die Region IX wird in die Regionen IX-A und IX-B unterteilt, es gibt weitere kleinere Veränderungen bei den Regionen auf Mindanao
- 7. November 1975 – die Region Metro Manila entsteht
- 1. August 1989 – die Autonome Region Muslimisches Mindanao wird geschaffen.
- 23. Oktober 1989 – die Region Cordillera kommt hinzu.
- 23. Februar 1995 – die Region XIII (Caraga) entsteht, weitere kleiner Veränderungen der Mindanao-Regionen.
- 1997 – Kleine Umbildungen der Mindanao-Regionen.
- 19. September 2001 – die meisten Regionen auf Mindanao werden verändert und umbenannt.
- 17. Mai 2002 – die Regionen CALABARZON (IV-A) und MIMAROPA (IV-B) entstehen aus der ehemaligen Region IV Southern Tagalog.

## Ehemalige Regionen
Folgende Regionen haben sich in den vergangenen Jahren in ihrer Bezeichnung und ihrer Struktur geändert:
- Southern Tagalog wurde aufgeteilt in die Regionen CALABARZON (bzw. Region IV-A) und MIMAROPA (bzw. Region IV-B).
- Western Mindanao wurde umbenannt in Zamboanga Peninsula, aber weiterhin als Region IX bezeichnet.
- Central Mindanao wurde umbenannt in SOCCSKSARGEN, aber weiterhin als Region XII bezeichnet.
- Southern Mindanao wurde umbenannt in Davao-Region, aber weiterhin als Region XI bezeichnet.
- 29. Mai 2015 bis 7. August 2017 bestand die Negros Island Region (XVIII) die aus Teilen der Regionen VI und VII gebildet wurde.